# Mlýn Buda
Mlýn Buda v Horce nad Sázavou v okrese Kutná Hora je mlýn, který stojí na řece Sázava na jejím 108,6 kilometru při jezu Horka. Je chráněn jako nemovitá kulturní památka České republiky; předmětem ochrany je obytné stavení, mlýnice, byt mlynáře, hospodářské budovy a pozemky areálu.
Objekt je využíván jako penzion a restaurace.

## Historie
Vodní mlýn pochází z první čtvrtiny 19. století. Roku 1887 prošla mlýnice modernizací a v roce 1931 zde byla instalována turbína.
Po znárodnění po roce 1948 byl zařazen pod Středočeské mlýny. V roce 1950 se v něm zastavilo mletí a v provozu zůstala pouze pila, která skončila roku 1954. Areál poté převzal MNV Horka nad Sázavou.
Roku 1980 byl u mlýna zřízen turistický autocamp.

## Popis
Areál mlýna je situován v blízkosti silnice přibližně 40 metrů jižně od vlakové stanice. Má uzavřenou obdélnou dispozici. K obytnému stavení je v pravém úhlu připojena budova mlýna a přízemní hospodářské stavby, které uzavírají dvůr. Obytný dům je patrový, krytý sedlovou taškovou střechou. Má šest okenních os; okna jsou obdélná, bez rámování.

Průjezd je situován nesymetricky a je sklenutý nízkou valenou klenbou s pasy. Na něj v pravém úhlu navazuje mlýnice na obdélném půdorysu, která má původní segmentová okna. Chlévy jsou kryty sedlovou střechou, jejich tři dveřní otvory mají kamenný překlad. Zděná, omítaná kolna na severovýchodním rohu má čelní stěnu otevřenou dvoudílnou arkádou nesenou kamenným pilířem s profilovanou římsovou hlavicí. Na kolnu navazuje byt mlynáře; jedná se o kratší kamennou stavbu s profilovanou římsou.
Voda tekla na vodní kolo přes jez, jehož vrata byl mlynář povinen udržovat. K roku 1900 měl mlýn tři kola, ke kterým jsou roku 1930 uváděny údaje: 1) hltnost 0,857 m³/s, spád 1,7 metru, 2) hltnost 0,815 m³/s, spád 1,7 metru, 3) hltnost 0,968 m³/s, spád 1,7 metru; celkový výkon všech tří kol byl 21,08 HP. V roce 1931 vodní kola nahradila Francisova turbína.